# 캐논 EOS 100D
캐논 EOS 100D(Canon EOS 100D)는 캐논이 2013년 3월 21일 발표한 보급형 디지털 일안 반사식 카메라이다. 현존하는 DSLR중에서 가장 작고 가벼우며 배터리와 메모리 카드를 포함한 무게가 407g이다. 보급형 라인이 있음에도 이보다 더 경량화된 기종을 내놓은 이유는, 미러리스에서는 후발주자인 캐논이 미러리스에 대응하기 위해 만든 전략 모델이기 때문이다. 영국 기준으로 바디 단품 £579.99이며, EF-S 18-55 f/3.5-5.6 IS STM 렌즈킷은 £709.99이다.

## 700D 와의 유사점
EOS 100D는 EOS 700D와 함께 출시됐기 때문에 유사점이 많다.
- 1,800만 화소 APS-C CMOS 센서
- 14비트 DIGIC 5 이미지 프로세서
- 0.87×배율의 95% 뷰파인더 시야율
- 1080p HD 비디오 24p, 25p 및 30p 기록 720p HD 50p, 60p 기록
- 초당 4연사
- 3인치 104만 화소 LCD 터치스크린 (단, 100D는 틸트가 불가능함)
- 외장형 마이크 및 레코더 연결을 위한 3.5mm 마이크로폰 잭

## 같이 보기
- 캐논
- 캐논 EOS
- 캐논 EF 마운트, 캐논 EF-S 마운트